# 菲利普·赫蘭德
菲利普·赫蘭德（瑞典語：Filip Helander；1993年4月22日—）是一位瑞典足球運動員，在場上的位置是中後衛。現效力於丹超球隊奧丹斯，曾效力於馬爾默足球俱樂部。

## 俱樂部生涯

### 格拉斯哥流浪者
2021年3月11日，赫蘭德在歐洲聯賽十六強賽對陣布拉格斯拉維亞的比賽中踢進在歐足總歐洲聯賽的第二球，幫助球隊以1-1平局。

## 榮譽

### 俱樂部
格拉斯哥流浪者
- 蘇格蘭足球超級聯賽冠軍：2020/21年[4]

## 外部連結
- Soccerway資料庫：菲利普·赫蘭德